# Ergak-Targak-Taïga
L'Ergak-Targak-Taïga (en russe : Ергак-Таргак-Тайга ; en khakasse : Yrgakh-targakh taskhyl), aussi nommé Tazarama (en russe : Тазарама) est une crête du Saïan occidental, dans les monts Saïan. Il est situé dans la partie sud du kraï de Krasnoïarsk et dans le nord de la république de Touva. Il s'étire sur une longueur supérieure à 200 km, et son point culminant est à 2 504 mètres. Une grande partie de la crête est incluse dans le parc naturel Ergaki.
Le nom Ergark vient du khakasse irgek qui signifie « pouce », soit « montagnes qui ressemblent à des doigts », et Targak-Taïga vient du proto-turc targak « peigne » (soit crête) et du touvain taïga signifiant « hauts plateaux couverts de forêt ». Le relief est fortement disséqué, et les roches sont des schistes et des granites.
Plusieurs rivières y prennent sources comme le Kazyr, l'Oïa, l'Ous ou la Bouïba Inférieure. La R257 traverse la crête par le col de la Bouïba.
Sur les versants (jusqu'à une altitude d'environ 1 800 m), la taïga est prédominante avec des pins de Sibérie et des sapins de Sibérie. On trouve au-dessus des prairies subalpines et de la toundra de haute montagne.
La crête est mentionnée par l'historien Vladimir Chivilikhine. Avant que Touva ne fasse partie de la Russie, la frontière d'État de l'URSS passait le long de la crête.